# Aristote Nkaka
Aristote Nkaka, né le 27 mars 1996 à Ghlin en Belgique, est un footballeur belge qui joue au poste de milieu de terrain au Guangxi Pingguo FC (en).

## Biographie
Né de parents congolais (RDC), Aristote grandit à Ghlin dans la région de Mons avec ses trois frères et ses parents. Il est scolarisé à l'école Saint-Louis en primaire puis au Sacré-Cœur de Mons pour poursuivre ses études secondaires. Il commence le football à l'âge de 7 ans au RAEC Mons.
Il intègre ensuite les équipes jeunes du FC Bruges des moins de 17 ans. Nkaka rejoint le Royal Excel Mouscron en juin 2015 où il signe son premier contrat pro. Lors de la saison 2016/2017 en tant que milieu defensif, il joue 15 matchs sur 30 lors et de la phase classique du championnat et 9 matchs sur 10 lors des play-offs. Il marqua deux buts.
En mars 2016, il est sélectionné en équipe nationale belge U21.
Le 31 janvier 2018, il quitte le Royal Excel Mouscron pour signer un contrat de 4,5 ans au KV Ostende.
Il rejoindra ensuite le RSCA Anderlecht pour un contrat de 5 ans sans y jouer 1 minutes.
Il enchaîne prêt sur prêt sans forcément convaincre.
En fin de contrat avec le RSCA Anderlecht il se retrouve sans club mais retrouve vite un nouvel employeur ( SK Lierse) pour une durée d’1an .
Il a participé à 18 matchs.